# Cecilianism
Cecilianism var en kyrkomusikalisk reformrörelse som i mitten av 1800-talet framträdde som en reaktion mot den symfoniskt präglade kyrkomusiken med orkesterackompanjemang.
Cecilianism fick många av sina impulser från Regensburg, där Franz Xaver Haberl hade en erkänd skola för kyrkomusiker. De teoretiska idéerna formulerades av Ludwig Tieck, Friedrich and August Wilhelm Schlegel, Johann Michael Sailer, E. T. A. Hoffmann, och Anton Friedrich Justus Thibaut.